# Libor Bužek
Libor Bužek (* 1. června 1970) je bývalý český fotbalista, obránce nebo defenzivní záložník.

## Fotbalová kariéra
V české lize hrál za FC Svit Zlín a FC Slovácká Slavia Uherské Hradiště. Nastoupil celkem ve 25 ligových utkáních.

## Ligová bilance
| Ročník                          | Zápasy | Góly | Klub                                |
| ------------------------------- | ------ | ---- | ----------------------------------- |
| 1. česká fotbalová liga 1994/95 | 1      | 0    | FC Svit Zlín                        |
| 1. česká fotbalová liga 1995/96 | 24     | 0    | FC Slovácká Slavia Uherské Hradiště |
| CELKEM                          | 25     | 0    |                                     |